# 8327 Weihenmayer
A 8327 Weihenmayer (ideiglenes jelöléssel 1981 JE3) a Naprendszer kisbolygóövében található aszteroida. Carolyn Shoemaker és Eugene Merle Shoemaker fedezte fel 1981. május 6-án.